# 对角近镖水蚤
对角近镖水蚤（学名：Tropodiaptomus hebereri）为镖水蚤科近镖水蚤属的动物。分布于印度尼西亚以及中国大陆的云南、四川等地，属于喜暖性种类。其多见于湖泊、池塘中。